# Simon Fruelund
Simon Fruelund (født 26. juli 1966) er en dansk forfatter uddannet fra Forfatterskolen 1995.

## Udgivelser
- Mælk, Gyldendal, 1997, (Noveller), (USA 2012)
- Planer for sommeren, Gyldendal, 2002 (Noveller)
- Borgerligt tusmørke, Gyldendal, 2006, (Roman), (Italien 2008, Sverige 2012, USA 2013)
- Verden og Varvara, Gyldendal, 2009 (Roman)
- Panamericana, Gyldendal, 2012 (Roman)
- Pendlerne, Gyldendal, 2014 (Roman)

## Priser og legater
- Statens Kunstfonds treårige legat 2007
- Henri Nathansens Fødselsdagslegat 2007
- Otto Rungs Forfatterlegat 2010

## Eksterne links
- http://simonfruelund.com/ Arkiveret 18. december 2014 hos  Wayback Machine
- Simon Fruelund på Forfatterweb.dk
- Biografi på Litteratursiden Arkiveret 10. marts 2007 hos  Wayback Machine